# Geranium wlassovianum
Geranium wlassovianum är en näveväxtart som beskrevs av Fisch. och Heinrich Friedrich Link. Geranium wlassovianum ingår i släktet nävor, och familjen näveväxter. Inga underarter finns listade i Catalogue of Life.